# One Flu Over The Cuckoos
Az One Flu Over the Cuckoos a Totál Dráma Akció című kanadai animációs sorozat nyolcadik epizódja.

## Leírás
Este Chris mindenkinek ad egy orvosi kézikönyvet, amellyel fel kell készülni a másnapi próbára. Emellé kap mindenki egy szelet pizzát, amelyről Duncan megállapítja, hogy nem romlott, és a feltétek is teljesen normálisak. Majdnem mindenki végzi a dolgát, de Duncan és LeShawna nem tanulnak a próbára, és LeShawna a pizzából sem eszik.
A próbán az a feladat, hogy össze kell rakni Franken-Chris testrészeit úgy, hogy egy nyálkával teli medencéből megpróbálják a darabokat bungie-jumping-kötéllel való zuhanással megszerezni, majd összerakni. Miközben rakják a darabokat, Chris kérdéseket tesz fel nekik a könyvből, amiből tanulni kellett. Miután végeztek, Chris kimegy a "rendelőből".
Ezután érdekes módon LeShawnán kívül mindenki "megbetegszik". Heather, Lindsay és Duncan elhányják magukat a rendelő közepén, Justinnak bedagad az arca, Harold pedig "megvakul". LeShawna rájön, hogy ennek a pizza az oka. Kiderül, hogy a sajtszóróban igazából viszkető por van, és attól kapta mindenki a könyvben leírt álbetegségeket. Kiderül, hogy a könyv is hamis, és a borítója is csak egy régi csomagolópapírból van. De néhányan könnyebben megúszták: Izzy, LeShawna, Duncan, Harold (róla kiderül, hogy csak becsukta a szemét; nem vakult meg) és Beth. A jutalom az, hogy egyikőjük elmehet a legjobb barátjával egy fürdőbe. LeShawna úgy tesz, mintha sírna, csak hogy ő mehessen el a fürdőbe az unokatestvérével, és végül ő is megy.

## Státusz
| #        | Helyezés |
| -------- | -------- |
| Leshawna | Nyer     |
| Heather  | Nyer     |
| Owen     | Veszít   |
| DJ       | Nyer     |
| Duncan   | Nyer     |
| Beth     | Veszít   |
| Harold   | Nyer     |
| Justin   | Veszít   |
| Lindsay  | Veszít   |
| Izzy (2) | Veszít   |